# Eriosyce (Cactaceae): The genus revised and amplified
Eriosyce (Cactaceae):El género revisado y amplificado (abreviado Eriosyce (Cactac.) gen. revis. & ampl.) es un libro con ilustraciones y descripciones botánicas que fue escrito por el botánico estadounidense, de origen germano; Fred Kattermann y publicado en el año 1994.